# IC 2857
IC 2857 је спирална галаксија у сазвјежђу Лав која се налази на листи објеката дубоког неба у Индекс каталогу.
Деклинација објекта је + 9° 6' 14" а ректасцензија 11h 28m 31,0s. Привидна величина (магнитуда) објекта IC 2857 износи 14,6 а фотографска магнитуда 15,3. IC 2857 је још познат и под ознакама UGC 6475, MCG 2-29-33, CGCG 67-85, FGC 1253, PGC 35320.